# Martin Campbell

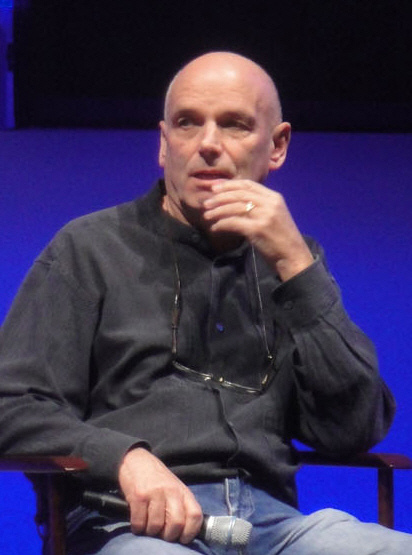
Martin Campbell

Martin Campbell (* 24. Oktober 1943 in Hastings, Neuseeland) ist ein neuseeländischer Filmregisseur und -produzent.

## Leben
Martin Campbell begann seine Karriere als Kameramann, nachdem er 1966 von Neuseeland nach London umgezogen war. Er produzierte zunächst die Komödie Black Joy (1977), die damals in das Programm für die Filmfestspiele von Cannes aufgenommen wurde, und den umstrittenen britischen Film Scum – Abschaum. Sein Regie-Debüt gab er mit der Polizeiserie Die Profis mit Lewis Collins und Martin Shaw in Hauptrollen sowie den beiden populären BBC-Serien Shoestring und Minder – Der Aufpasser.
Mit dem erfolgreichen Fernsehfilm Relly: Ace Of Spies Mitte der 1980er Jahre war Campbell aus der britischen Regisseurlandschaft nicht mehr wegzudenken. Der von ihm inszenierte BBC-Ökothriller Am Rande der Finsternis über den Kampf einer militanten Umweltgruppe gegen die Nuklearindustrie erhielt sechs BAFTA Awards.
1986 zog es Campbell zum ersten Mal nach Hollywood, wo er die Regiearbeit für die Filme Der Frauenmörder (1988) mit Gary Oldman und Kevin Bacon, Wehrlos (1991) mit Barbara Hershey und Sam Shepard sowie Flucht aus Absolom (1994) übernahm. Weitere Projekte waren der HBO-Film Hexenjagd in L.A. und zwei Episoden der NBC-Serie Homicide.
Weltweite Anerkennung erlangte Campbell mit dem James-Bond-Film GoldenEye (1995), mit dem er Neu-Bond Pierce Brosnan ein gelungenes Debüt verschaffte. Sein nächster Film Die Maske des Zorro wurde mit einer Oscar- und einer Golden-Globe-Nominierung bedacht. Nach weiteren namhaften Projekten wie Vertical Limit (2000), Jenseits aller Grenzen (2003) und dem zweiten Teil der Zorro-Reihe mit Antonio Banderas in der Hauptrolle, Die Legende des Zorro (2005), übernahm er seinen zweiten James-Bond-Film, Casino Royale, der bei Publikum und Kritik sehr erfolgreich war und das Bond-Debüt von Daniel Craig darstellt. Die nachfolgenden Projekte waren der Thriller Auftrag Rache mit Mel Gibson sowie die Comicverfilmung Green Lantern mit Ryan Reynolds in der Hauptrolle, die 2011 in die Kinos kamen. Vor allem der letztgenannte Film erntete jedoch negative Kritiken und war überdies ein finanzieller Misserfolg. Seine nächsten Filme waren The Foreigner (2017)  mit Jackie Chan und The Protégé – Made for Revenge (2021). Im April 2022 erschien Memory – Sein letzter Auftrag, ein Actionfilm mit Liam Neeson in der Hauptrolle, zugleich Neuverfilmung von Totgemacht – The Alzheimer Case (2003).
Im Januar 2012 wurde er von Endgame Entertainment engagiert, den Thriller Umbra zu inszenieren, doch das Projekt wurde bis heute nicht abgeschlossen.

## Filmografie (Auswahl)
Regisseur:
- 1988: Der Frauenmörder (Criminal Law)
- 1991: Wehrlos (Defenseless)
- 1991: Hexenjagd in L.A. (Cast a Deadly Spell)
- 1994: Flucht aus Absolom (No Escape)
- 1995: James Bond 007 – GoldenEye (GoldenEye)
- 1998: Die Maske des Zorro (The Mask of Zorro)
- 2000: Vertical Limit
- 2003: Jenseits aller Grenzen (Beyond Borders)
- 2005: Die Legende des Zorro (The Legend of Zorro)
- 2006: James Bond 007: Casino Royale (Casino Royale)
- 2010: Auftrag Rache (Edge of Darkness)
- 2011: Green Lantern
- 2017: The Foreigner
- 2021: The Protégé – Made for Revenge (The Protégé)
- 2022: Memory – Sein letzter Auftrag (Memory)
- 2024: Dirty Angels
- 2025: Cleaner

Produzent:
- 1977: Black Joy (Fernsehfilm)
- 1979: Scum (Fernsehfilm)
- 2000: Vertical Limit